# 九江煎堆
九江煎堆，又名碌堆，是中華人民共和國广东省佛山市南海区九江镇的特色食品，是当地制法独特的传统特产。与一般煎堆不一样，其非球状，而是饼状。它是佛山市政府认定的非物质文化遗产。在九江镇当地，九江煎堆是当地推广地区文化的特色产品。

## 历史
在清代，九江人邹便南改良了煎堆的制作工艺，称之为“九江酥皮大煎堆”，广受欢迎并在民间普及制作。1930年代初，九江煎堆已有出口至香港澳门地区、东南亚及美洲各地，与九江双蒸、鱼花一起被誉为“九江三件宝”。
邹便南后来开设“邹广珍酥皮煎堆店”。中华人民共和国成立后，邹广珍店被并入集体饮食企业，不再独立经营煎堆销售。1958年九江酒家恢复生产九江酥皮煎堆（邹便南后人邹珍珠1964年至1982年在九江酒家做煎堆）。文化大革命时期，九江酒家的九江煎堆曾一度停产。1982年后邹珍珠在九江龙涌村，开设邹广珍老字号九江煎堆厂。1989年申领个体商户营业执照，正式以“邹广珍“珍记”煎堆屋”营业。

## 传统特色
按照当地的传统，新年期间会在家里自制九江煎堆。

## 制法
九江煎堆的制作工序包括煮片糖、捏爆谷、包面皮、入麻、油炸、脱油等。
馅料的制法上，制作者先将苞谷放入容器，苞谷堆中间挖空并混入切碎的了糖饼、花生仁。然后再将砂糖煮溶成糖浆，等糖浆冷却到一定程度，倒进容器与苞谷、花生仁、糖饼等混和，压实后用盖子盖住摆放3至4小时，拿出放入扁圆的木印或铁盘里压成煎堆馅。
制作者先把做好的馅料放在桌子上，使用糯米粉制成的预先煮熟煎堆皮包皮。包好的煎堆放入油锅炸一会，就渐渐变黄变硬，从球状变成圆饼状。炸过了还要脱油。